# Anima persa
Anima persa is een Italiaanse film van Dino Risi die werd uitgebracht in 1977.
De film is gebaseerd op de roman Un'anima persa (1966) van Giovanni Arpino.

## Samenvatting
Tino, een jonge man die afkomstig is van het platteland, komt teken- en schilderlessen volgen aan de academie in Venetië. Hij mag een kamer betrekken bij zijn oom Fabio en zijn tante Elisa. Het koppel woont in een prachtig stadspaleis dat betere tijden heeft gekend. Hij wordt hartelijk ontvangen door zijn tante maar zijn oom is een stijve en autoritaire zakenman die zijn vrouw een beetje misprijst. 
Algauw hoort Tino verdachte vreemde geluiden in huis die hem nieuwsgierig en wat ongerust maken. Geleidelijk aan ontdekt hij dat een gek geworden broer van zijn oom opgesloten leeft in een kamer.

## Rolverdeling
| Acteur            | Personage        |
| ----------------- | ---------------- |
| Vittorio Gassman  | Fabio Stolz      |
| Catherine Deneuve | Elisa Stolz      |
| Danilo Mattei     | Tino             |
| Anicée Alvina     | Lucia            |
| Ester Carloni     | Annetta          |
| Michele Capnist   | de hertog        |
| Gino Cavalieri    | professor Sattin |